# Präsidentschaftswahl in El Salvador 2024
Die Präsidentschaftswahl in El Salvador 2024 fand am 4. Februar 2024 statt. Der amtierende Präsident Nayib Bukele setzte sich erneut durch.

## Hintergrund
Präsident Bukele hatte im Jahr 2021 zunächst ein Gesetz genehmigen lassen, nach dem er rund ein Drittel aller Richter in Rente schicken und die Posten neu besetzen konnte. Einige Monate später ließ er die Verfassung so ändern, dass ihm eine zweite konsekutive Amtszeit ermöglicht wird. Bis dahin war eine zehnjährige Pause erforderlich, um ein zweites Mal als Präsident kandidieren zu dürfen.
Vor den Wahlen ließ Bukele noch andere Wahlrechtsänderungen zu seinen Gunsten bzw. denen seiner Partei durchführen und wendete dabei unter anderem die undemokratische Methode des Gerrymandering an.

## Ergebnis
Bukeles Sieg in der ersten Runde ist den vorläufigen Angaben gemäß bereits sicher, da nach Auszählung von mehr als 70 % der Stimmen mehr als 83 % an ihn gingen. Umfragen im Vorfeld hatten sogar rund 90 % für den wirtschaftsliberalen und rechtspopulistischen Bukele vorausgesagt, der sich in der Bevölkerung trotz seiner autoritären Herrschaft großer Beliebtheit erfreut.
Bei den gleichzeitig stattfindenden Parlamentswahlen konnte Bukeles Partei Nuevas Ideas ebenfalls deutlich gewinnen. Nach vorläufigen Angaben erhält sie zukünftig 58 der 60 Sitze in der verkleinerten Legislativversammlung von El Salvador.

### Kandidaten und Prozentverteilung
Nach Auszählung über 70 % der Stimmen:
| Partei | Partei                                     | Ausrichtung | Präsident       | Vizepräsident    | %     |
| ------ | ------------------------------------------ | ----------- | --------------- | ---------------- | ----- |
|        | Neue Ideen                                 | rechts      | Nayib Bukele    | Félix Ulloa      | 83,14 |
|        | Nationale Befreiungsfront Farabundo Martí  | links       | Manuel Flores   | Werner Marroquín | 06,95 |
|        | Nationalistische Republikanische Allianz   | rechts      | Joel Sánchez    | Hilcia Bonilla   | 06,15 |
|        | Unsere Zeit                                | links       | Luis Parada     | Celia Medrano    | 02,28 |
|        | Solidaritätskraft                          | rechts      | Javier Renderos | Rafael Montalvo  | 00,82 |
|        | Salvadorianische Patriotische Bruderschaft | rechts      | Marina Murillo  | Fausto Carranza  | 00,67 |